# Río Reláchigo
El río Reláchigo es un río que discurre por la provincia de Burgos y La Rioja (España), afluente del río Tirón, que a su vez lo es del río Ebro.

## Curso
Su cuenca drena una superficie de 68,39 km² y tiene 22,6 km de longitud. Nace en los montes de Ayago de la cara norte de la sierra de la Demanda en la jurisdicción de Anguta, provincia de La Rioja, y sigue hacia Avellanosa de Rioja. A los pocos kilómetros se le une por la derecha el río Trinidad. Ya en jurisdicción de Grañón, recibe las aportaciones del río Villar por la margen derecha. Desemboca en el río Tirón una vez pasado Herramélluri.

## Toponimia
Este río ha recibido varios nombres. Antiguamente se le llamó río Peros, río Láchigo, y finalmente Reláchigo (nombre éste, que es claramente un resumen de Río Ayago=Rioláchigo=Riláchigo=Reláchigo).

## Lugares por los que discurre
En su cuenca se encuentran los siguientes pueblos y términos:
- Anguta (1188 m s. n. m.)
- Avellanosa de Rioja (1053 m s. n. m.)
- La Ermita de la Trinidad
- Quintanar de Rioja (856 m s. n. m.)
- Bascuñana (805 m s. n. m.)
- Redecilla del Camino (740 m s. n. m.)
- Grañón
- Herramélluri

- Datos: Q6115598